# بجيرة المخزومية
بُجَيْرة المخزومية زوجة محمد بن هشام، امرأة جميلة شبّبَ بها شاعر يقال له العرجي، فقال: